# Grover Beach
Grover Beach é uma cidade localizada no estado americano da Califórnia, no condado de San Luis Obispo. Foi incorporada em 21 de dezembro de 1959.

## Geografia
De acordo com o United States Census Bureau, a cidade tem uma área de 6 km², onde todos os 6 km² estão cobertos por terra.

### Localidades na vizinhança
O diagrama seguinte representa as localidades num raio de 24 km ao redor de Grover Beach.

## Demografia
Segundo o censo nacional de 2010, a sua população é de 13 156 habitantes e sua densidade populacional é de 2 198,94 hab/km². É a cidade mais densamente povoada do condado de San Luis Obispo. Possui 5 748 residências, que resulta em uma densidade de 960,74 residências/km².